# Pont de la Reforma
El Pont de la Reforma és una obra del municipi de Manresa (Bages) que forma part de l'Inventari del Patrimoni Arquitectònic de Catalunya.

## Descripció
És un pont de construcció moderna, aixecat sobre el riu Cardener, amb 4 pilars: dos laterals i 2 centrals, de forma rectangular, de 15 metres de llarg amb basaments encoixinats i trenca aigües en els 2 centrals. Pont construït en blocs de pedra regulars. A les columnes hi ha detalls escultòrics d'escenes de tradicions manresanes ("La Llum" i "Sant Ignasi de Loiola") i al·legories dels gremis de la ciutat (agricultors, ferrers, medicina, arts,..), de l'escultor Joan Pueyo Alastruey.

## Història
Com a antecedent, hi hagué abans unes palanques de ferro. Al 5-3-1861, es signà un contracte de construcció d'un pont de ferro d'accés a la ciutat des de l'estació del Nord. La realització del pont es materialitzà el 1865, costant cinc mil duros, costejats a parts iguals per l'ajuntament i la companyia del ferrocarril. Degut a la forta riuada del dia 12-10-1907 es produïren greus destrosses en la construcció. Després de l'aiguat, la companyia de ferrocarrils encarregà i aixecà un nou pont de ferro. La ciutat en demanava, però un de pedra: així consta en el document de la sessió de l'ajuntament de Manresa del 7-11-1907. Però no s'aixecà fins a l'acabament de la guerra civil de 1936/39 quan hi van treballar presoners de guerra de 1940 a 1942, deixant el pont utilitzable només per carros i vianants pel desnivell als estreps. El 1964 es van reprendre els treballs, canviant els arcs dels anys 40 per bigues de formigó pretesat que van permetre modificar la rasant.